# Zlatá medaile Svenska Dagbladet
Zlatá medaile Svenska Dagbladet (švédsky Svenska Dagbladets guldmedalj) je švédské sportovní ocenění, které od roku 1925 každoročně uděluje stockholmský deník Svenska Dagbladet. Používá se pro ně také neoficiální označení Bragdguldet (zlatý výkon). Výsledky jsou vyhlašovány na konci kalendářního roku a medaili obdrží švédský sportovec, který dosáhl v uplynulém roce mimořádného úspěchu. Původně rozhodovalo o vítězi čtenářské hlasování, později byla vytvořena čtrnáctičlenná porota Svenska Dagbladets guldmedaljnämnd, kterou jmenuje šéfredaktor listu. Jedná se o nejstarší anketu typu Sportovce roku na světě, když vznikla o rok dříve než Sportovec roku Polska.
Oceněn může být jedinec i kolektiv (v tomto případě dostane zlatou medaili příslušná sportovní asociace a jednotliví členové týmu obdrží stříbrné repliky), v některých letech byla cena rozdělena mezi dva sportovce. Jedna osoba může obdržet cenu nanejvýš dvakrát, ale i to je výjimka, které v minulosti dosáhli pouze Björn Borg, Ingemar Stenmark a Anja Pärsonová, kromě toho Jan-Ove Waldner a Johan Olsson získali medaili jednou za individuální úspěch a jednou jako členové týmu. Dalším pravidlem je, že cenu nesmí získat sportovec usvědčený z užívání dopingu.
Nejčastěji zastoupenými sporty jsou lehká atletika a běh na lyžích.

## Vítězové podle let
- 1925 – Sten Pettersson, lehká atletika
- 1926 – Arne Borg, plavání
  Edvin Wide, lehká atletika
- 1927 – Sven Salén, jachting
- 1928 – Per-Erik Hedlund, běh na lyžích
- 1929 – Gillis Grafström, krasobruslení
  Sven Utterström, běh na lyžích
- 1930 – Johan Richthoff, zápas
- 1931 – Sven Rydell, fotbal
- 1932 – Ivar Johansson, zápas
- 1933 – Sven Säfwenberg, bandy
- 1934 – Harald Andersson, lehká atletika
- 1935 – Hans Drakenberg, sportovní šerm
- 1936 – Erik August Larsson, běh na lyžích
- 1937 – Torsten Ullman, sportovní střelba
- 1938 – Björn Borg, plavání
- 1939 – Sven Selånger, skok na lyžích
- 1940 – Henry Kälarne, lehká atletika
  Håkan Lidman, lehká atletika
- 1941 – Alfred Dahlqvist, běh na lyžích
- 1942 – Gunder Hägg, lehká atletika
- 1943 – Arne Andersson, lehká atletika
- 1944 – Nils Karlsson, běh na lyžích
- 1945 – Claes Egnell, moderní pětiboj
- 1946 – Arvid Andersson, vzpírání
- 1947 – Gösta Frändfors, zápas
- 1948 – William Grut, moderní pětiboj
- 1949 – Gert Fredriksson, kanoistika
- 1950 – Lennart Bergelin, tenis
- 1951 – Rune Larsson, lehká atletika
- 1952 – Valter Nyström, lehká atletika
- 1953 – Bertil Antonsson, zápas
- 1954 – Bengt Nilsson, lehká atletika
- 1955 – Sigvard Ericsson, rychlobruslení
- 1956 – Lars Hall, moderní pětiboj
  Sixten Jernberg, běh na lyžích
- 1957 – Dan Waern, lehká atletika
- 1958 – Richard Dahl, lehká atletika
- 1959 – Agne Simonsson, fotbal
- 1960 – Jane Cederqvistová, plavání
- 1961 – Ove Fundin, plochá dráha
  Sten Lundin, motokros
- 1962 – Assar Rönnlund, běh na lyžích
- 1963 – Jonny Nilsson, rychlobruslení
- 1964 – Rolf Peterson, kanoistika
- 1965 – Kjell Johansson, stolní tenis
- 1966 – Kurt Johansson, sportovní střelba
- 1967 – bratři z Fåglumu, cyklistika
- 1968 – Toini Gustafssonová, běh na lyžích
- 1969 – Ove Kindvall, fotbal
- 1970 – Gunnar Larsson, plavání
- 1971 – Stellan Bengtsson, stolní tenis
- 1972 – Ulrika Knape, skoky do vody
- 1973 – Rolf Edling, sportovní šerm
- 1974 – Björn Borg, tenis
- 1975 – Ingemar Stenmark, alpské lyžování
- 1976 – Anders Gärderud, lehká atletika
  Bernt Johansson, cyklistika
- 1977 – Frank Andersson, zápas
- 1978 – Björn Borg, tenis
  Ingemar Stenmark, alpské lyžování
- 1979 – Malmö FF, fotbal
- 1980 – Thomas Wassberg, běh na lyžích (cenu odmítl převzít)
- 1981 – Annichen Kringstadová, orientační běh
- 1982 – Mats Wilander, tenis
- 1983 – Håkan Carlquist, motokros
- 1984 – Gunde Svan, běh na lyžích
- 1985 – Patrik Sjöberg, lehká atletika
- 1986 – Tomas Johansson, zápas
- 1987 – Švédská hokejová reprezentace
  Marie-Helene Westinová, běh na lyžích
- 1988 – Tomas Gustafson, rychlobruslení
- 1989 – Švédská reprezentace ve stolním tenise
- 1990 – Stefan Edberg, tenis
- 1991 – Pernilla Wibergová, alpské lyžování
- 1992 – Jan-Ove Waldner, stolní tenis
- 1993 – Torgny Mogren, běh na lyžích
- 1994 – Švédská fotbalová reprezentace
- 1995 – Annika Sörenstamová, golf
- 1996 – Agneta Anderssonová a Susanne Gunnarssonová, kanoistika
- 1997 – Ludmila Engquistová, lehká atletika
- 1998 – Švédská házenkářská reprezentace mužů
- 1999 – Tony Rickardsson, plochá dráha
- 2000 – Lars Frölander, plavání
- 2001 – Per Elofsson, běh na lyžích
- 2002 – Susanne Ljungskogová, cyklistika
- 2003 – Carolina Klüftová, lehká atletika
- 2004 – Stefan Holm, lehká atletika
- 2005 – Kajsa Bergqvistová, lehká atletika
- 2006 – Anja Pärsonová, alpské lyžování
- 2007 – Anja Pärsonová, alpské lyžování
- 2008 – Jonas Jacobsson, sportovní střelba (první handicapovaný sportovec)
- 2009 – Helena Ekholmová, biatlon
- 2010 – mužská lyžařská štafeta
   (Daniel Richardsson, Johan Olsson, Anders Södergren, Marcus Hellner)
- 2011 – Therese Alshammarová, plavání
- 2012 – Lisa Nordénová, triatlon
- 2013 – Johan Olsson, běh na lyžích
- 2014 – ženská lyžařská štafeta
  (Ida Ingemarsdotter, Emma Wikénová, Anna Haagová, Charlotte Kallaová)
- 2015 – Sarah Sjöströmová, plavání
- 2016 – Henrik Stenson, golf
- 2017 – Sarah Sjöströmová, plavání
- 2018 – Hanna Öbergová, biatlon
- 2020 – Armand Duplantis, skok o tyči
- 2021 – tým parkurového skákání
   (Malin Baryard-Johnssonová, Henrik von Eckermann, Peder Fredricson)
- 2022 – Nils van der Poel, rychlobruslení